# Гельмязівська сільська рада
Гельмя́зівська сільська́ ра́да — колишня адміністративно-територіальна одиниця та орган місцевого самоврядування в Золотоніському районі Черкаської області. Адміністративний центр — село Гельмязів.

## Загальні відомості
- Населення ради: 5 171 особа (станом на 2001 рік)

## Населені пункти
Сільській раді були підпорядковані населені пункти:
- с. Гельмязів

## Склад ради
Рада складалася з 30 депутатів та голови.
- Голова ради: Могила Людмила Олександрівна

### Керівний склад попередніх скликань
| Прізвище, ім'я, по батькові  | Основні відомості                                                                       | Дата обрання | Дата звільнення |
| ---------------------------- | --------------------------------------------------------------------------------------- | ------------ | --------------- |
| Данько Олександр Олексійович | Сільський голова, 1967 року народження, освіта вища, член Соціалістичної партії України | 26.03.2006   | 31.10.2010      |
| Данько Олександр Олексійович | Сільський голова, 1967 року народження, освіта вища                                     | 31.10.2010   | 22.04.2014      |
| Могила Людмила Олександрівна | Сільський голова, 1984 року народження, освіта вища, позапартійна                       | 02.12.2014   |                 |

Примітка: таблиця складена за даними сайту Верховної Ради України

### Депутати
За результатами місцевих виборів 2010 року депутатами ради стали:

#### За суб'єктами висування
| Суб'єкт висування            | Кількість обраних депутатів | %  |
| ---------------------------- | --------------------------- | -- |
| Самовисування                | 27                          | 90 |
| Соціалістична партія України | 3                           | 10 |

#### За округами
| № округу                     | Прізвище, ім'я, по батькові      | Дата визнання обраним | Освіта             | Партійна приналежність             | Відомості про обраного депутата                        |
| ---------------------------- | -------------------------------- | --------------------- | ------------------ | ---------------------------------- | ------------------------------------------------------ |
| Соціалістична партія України |                                  |                       |                    |                                    |                                                        |
| 4                            | Діггяренко Валерій Полікарпович  | 02.11.2010            | вища               | член Соціалістичної партії України | РБДЮТ, керівникгуртків                                 |
| 9                            | Аксютко Людмила Іванівна         | 02.11.2010            | вища               | член Соціалістичної партії України | ГельмязівськаДільнична лікарня, лікар Лаборант         |
| 14                           | Лобунець Євгенія Яківна          | 02.11.2010            | середня спеціальна | позапартійна                       | Гельмязівська дільнична лікарня, медсестра             |
| Самовисування                |                                  |                       |                    |                                    |                                                        |
| 1                            | Литвин Оксана Федорівна          | 02.11.2010            | вища               | позапартійна                       | я/с «Барвінок», вихователь                             |
| 2                            | Раку Юрій Григорович             | 02.11.2010            | вища               | позапартійний                      | Гельмязівська загальноосвітня школа І-ІІІ ст., вчитель |
| 3                            | Антоненко Світлана Іванівна      | 02.11.2010            | середня спеціальна | позапартійна                       | ВАТ «Русь», завідуючаскладу відділу № 1                |
| 5                            | Раку Григорій Георгійович        | 02.11.2010            | вища               | позапартійний                      | приватний підприємець                                  |
| 6                            | Камінська Наталія Іванівна       | 02.11.2010            | середня спеціальна | позапартійна                       | тимчасово не працює                                    |
| 7                            | Тараненко Олександр Анатолійович | 02.11.2010            | середня            | позапартійний                      | ВАТ «Русь», токар ремонтної майстерні                  |
| 8                            | Малюченко Наталія Яківна         | 02.11.2010            | вища               | позапартійна                       | Гельмязівськасільська рада, спеціаліст посубсидіях     |
| 10                           | Станіславська Наталія Василівна  | 27.10.2014            | вища               | позапартійна                       | ДНЗ «Барвінок», вихователь-методист                    |
| 11                           | Прудько Тетяна Василівна         | 02.11.2010            | вища               | позапартійна                       | Гельмязівськасільська рада, секретар                   |
| 12                           | Кобзаренко Валентина Григорівна  | 02.11.2010            | вища               | позапартійна                       | Гельмязівська загальноосвітня школа І-ІІІ ст., вчитель |
| 13                           | Брус Михайло Григорович          | 02.11.2010            | середня спеціальна | позапартійний                      | ВАТ «Русь», головнийагроном                            |
| 15                           | Арсеєнко Володимир Миколайович   | 27.10.2014            | вища               | позапартійний                      | , пенсіонер                                            |
| 16                           | Рось Віталій Миколайович         | 02.11.2010            | середня спеціальна | позапартійний                      | Супійського ЕДЛУМВГ, сторож                            |
| 17                           | Калюжний Олександр Васильович    | 02.11.2010            | середня            | позапартійний                      | ВАТ «Русь», завідуючийавтопарком                       |
| 18                           | Шишук Валентина Петрівна         | 02.11.2010            | вища               | позапартійна                       | приватний підприємець                                  |
| 19                           | Бабій Григорій Васильович        | 02.11.2010            | середня спеціальна | позапартійний                      | Гельмязівський психоневрологічний інтернат, молод. м/с |
| 20                           | Прудько Наталія Володимирівна    | 02.11.2010            | середня спеціальна | позапартійна                       | Гельмязівська дільнична лікарня, медсестра             |
| 21                           | Белей Михайло Васильович         | 02.11.2010            | вища               | позапартійний                      | Дитяча музичнашкола, директор                          |
| 22                           | Станіславська Людмила Павлівна   | 02.11.2010            | вища               | позапартійна                       | ВАТ «Русь», обліковець                                 |
| 23                           | Попович Олександр Іванович       | 02.11.2010            | вища               | позапартійний                      | КалениківськийНВК, вчитель                             |
| 24                           | Калініченко Ганна Петрівна       | 02.11.2010            | вища               | позапартійна                       | ВАТ «Русь», начальникцехутваринництва                  |
| 25                           | Бахтемірова Алла Анатоліївна     | 02.11.2010            | вища               | позапартійна                       | Гельмязівськасільська рада, інженерземяевпорядник      |
| 26                           | Іщенко Юрій Валентинович         | 02.11.2010            | середня            | позапартійний                      | приватний підприємець                                  |
| 27                           | Бобейка Ганна Василівна          | 02.11.2010            | вища               | позапартійна                       | Гельмязівська дільнична лікарня., лікар-терапевт       |
| 28                           | Скляренко Любов Петрівна         | 02.11.2010            | вища               | позапартійна                       | ГельмязівськаДільнична лікарня, бухгалтер              |
| 29                           | Василюк Михайло Михайлович       | 02.11.2010            | вища               | позапартійний                      | ТОВ «Млин», директор                                   |
| 30                           | Ступацька Ганна Миколаївна       | 02.11.2010            | вища               | позапартійна                       | Я\С «Барвінок», завідувачка                            |